# NGC 542
NGC 542 je galaksija u zviježđu Andromeda.

## Vanjske poveznice
- SEDS: NGC 0542